# Фа мажор
Фа мажор (англ. F major, нім. F-dur) — мажорна тональність, тонікою якої є звук фа. Гама фа мажор містить звуки: 
 фа - соль - ля - сі♭ - до - ре - мі
F - G - A - B♭ - C - D - E.
Паралельна тональність — ре мінор, однойменний мінор — фа мінор. Фа мажор має один бемоль біля ключа (сі-).

## Найвідоміші твори, написані в цій тональності
- Й. С. Бах — прелюдія і фуга з 1-го та 2-го зошитів ДТК
- Д. Бортнянський - хоровий концерт "Да воскреснет Бог"[2]
- Л. Бетховен — Симфонії № 6, № 8
- «God Save the Queen» — Національний гімн Великої Британії
- «The Beatles» — «Yesterday»